# Carl Bertuch

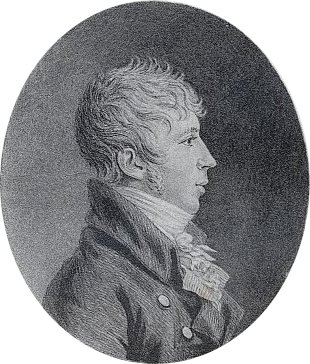
Carl Bertuch

Carl Bertuch (* 27. Dezember 1777 in Weimar; † 5. Oktober 1815 ebenda) war ein deutscher Journalist und Schriftsteller.

## Leben
Bertuch war der Sohn des Publizisten und Unternehmers Friedrich Justin Bertuch. Nach dem Schulbesuch in seiner Heimatstadt studierte er Geographie, Kunstgeschichte und Naturwissenschaften an der Universität in Jena. Nach dem erfolgreichen Abschluss seines Studiums reiste er für längere Zeit nach Paris.
Nach Weimar zurückgekehrt, betraute man ihn mit der Leitung der Zeitschrift London & Paris. Gleichzeitig arbeitete er mit seinem Vater zusammen in der Redaktion des Journals des Luxus und der Moden. Bald schon machte Bertuch dort Bekanntschaft mit der Schriftstellerin Johanna Schopenhauer und wurde mit der Zeit in ihren Kreis aufgenommen.
In den folgenden Jahren unternahm Bertuch immer wieder Reisen, von denen er in Zeitschriften ausführlich berichtete. Zusammen mit Johann Friedrich Cotta entsandte ihn 1814 die Vereinigung der deutschen Buchhändler zum Wiener Kongress, um für ein Gesetz gegen den überhandnehmenden Nachdruck zu werben. Sein Tagebuch aus dieser Zeit stellt ein kulturhistorisches Dokument von unschätzbarem Wert dar; es berichtet in äußerst anschaulicher Weise von den Umständen, unter denen der Kongress stattfand. Neben vielen politischen Größen lernte Bertuch dort auch Künstler wie Ludwig van Beethoven, Giacomo Meyerbeer, Ignaz Moscheles und Antonio Salieri kennen.
Carl Bertuch verehelichte sich am 23. März 1807 mit Wilhelmine Henriette Feder (* 6. Juni 1782; † 16. März 1852) aus Dessau, Tochter des Professors Christoph Feder. In der Ehe wurden zwei Kinder geboren: Mathilde Caroline Liba (* Juli 1808; † 31. Oktober 1871) und August Eduard (* 7. April 1812; † 20. April 1834 in Berlin).

## Werke (Auswahl)
- Beitrag zur Geschichte der Johanna dʼArc, genannt die Jungfrau von Orleans. In: London und Paris 14. Band, 1804, S. 116‒149 und Tafel XIII.
- Was darf die Naturgeschichte von der neuesten Französischen Entdeckungsreise erwarten? [1805] (7 Seiten) Digitalisat.
- Bemerkungen auf einer Reise aus Thüringen nach Wien im Winter 1805 bis 1806. Erster Heft, Weimar 1808; Zweiter Heft, Weimar 1810.
- Wielandʼs Denkmal zu Osmannstädt. In: Journal für Luxus, Mode und Gegenstände der Kunst, hrsg. von Carl Bertuch. Jg. 28, 1813, S. 228‒233 und 2 Tafeln.
- Wanderung nach dem Schlachtfelde von Leipzig im October 1813. Ein Beitrag zur neuesten Zeitgeschichte. Weimar 1814. Digitalisat.
- Die Kapelle der Eintracht auf dem Schlachtfelde von Leipzig. Ein Versuch. Wien, Weimar 1814. Digitalisat.
- Carl Bertuchs Tagebuch vom Wiener Kongreß. Herausgegeben von Hermann Freiherr von Egloffstein. Berlin 1916. UB Bielefeld.
- Tagebuch vom Wiener Kongreß 1814 und 1815. Briefwechsel zwischen Friedrich Justin Bertuch und Carl Bertuch während des Wiener Kongresses. Hrsg. von Rita Seifert und Siegfried Seifert. Band 1: Tagebuch vom Wiener Kongreß 1814 und 1815. 2017, ISBN 978-3-943768-97-8. Band 2: Briefwechsel zwischen Friedrich Justin Bertuch und Carl Bertuch während des Wiener Kongresses [mit Korrektur und Kommentar zu Band 1 sowie Personenregister]. 2019. ISBN 978-3-947646-22-7.

## Nachweise
1. ↑  Getauft am 28. Dezember 1777 (Weimarische Wöchentliche Anzeigen vom 31. Dezember 1877, S. 418).
2. ↑  Todesanzeige in Weimarisches Wochenblatt vom 10. Oktober 1815, S. 325f.
3. ↑  Eingeschrieben als „Carolus Bertuch, Vinar.“ am 12. Januar 1789 (Matrikel der Universität Jena 1764–1801, S. 99v).
4. ↑  Todesanzeige und Beisetzungsangabe („alt 69 J. 8 M.“) in Weimarische Zeitung vom 20. März 1852, S. 249 und 250.
5. ↑  laut Carl Bertuch (1777‒1815). 2019, S. 140.
6. ↑  Getauft am 31. Juli (Weimarisches Wochenblatt vom 3. August 1808, S. 275).
7. ↑  Getauft am 15. April (Weimarisches Wochenblatt vom 28. April 1812, S. 157).
8. ↑  Todesanzeige in Beilage zur Weimarischen Zeitung vom 30. April 1834, Familien-Nachrichten.

| Personendaten    | Personendaten                           |
| ---------------- | --------------------------------------- |
| NAME             | Bertuch, Carl                           |
| KURZBESCHREIBUNG | deutscher Journalist und Schriftsteller |
| GEBURTSDATUM     | 27. Dezember 1777                       |
| GEBURTSORT       | Weimar                                  |
| STERBEDATUM      | 5. Oktober 1815                         |
| STERBEORT        | Weimar                                  |